# جردن گوبرون
جردن گوبرون (انگلیسی: Jordan Gobron؛ زادهٔ ۴ ژوئن ۱۹۹۲) بازیکن فوتبال اهل فرانسه است.